# Władysław Stefanowicz
Władysław Stefanowicz (ur. 3 czerwca 1955 w Raczkunach) – polski żeglarz lodowy klasy DN, mistrz świata, trzykrotny medalista mistrzostw Europy.
Jego największym sportowym osiągnięciem jest złoty medal mistrzostw świata w 1990 roku. Wcześniej dwukrotnie zajął piąte miejsce (1987, 1989), jeden raz podczas mistrzostw świata był szósty (1988).
Mistrz Europy (1987). Jest mistrzem Polski z 1988 roku i mistrzem Polski juniorów (1973).
Reprezentant klubu żeglarskiego MKŻ Mikołajki.
Obecnie mieszkający w Mikołajkach na Mazurach.